# Polyrhachis ithona
Polyrhachis ithona är en myrart som beskrevs av Smith 1860. Polyrhachis ithona ingår i släktet Polyrhachis och familjen myror. Inga underarter finns listade i Catalogue of Life.